# Vosges du Nord
Pour les articles homonymes, voir Vosges.
Les Vosges du Nord, aussi appelées Basses Vosges gréseuses,, sont un massif de basse montagne du Nord-Est de la France situé dans les départements de la Moselle et du Bas-Rhin aux confins avec l'Allemagne. 
Elles sont délimitées à l'est par la plaine d'Alsace, à l'ouest par le Plateau lorrain, au nord par la frontière allemande et au sud par la Zinsel du Sud au niveau du col de Saverne. Certains auteurs les font débuter plus au sud encore, aux sources des deux Zorn et de la Mossig. Son point culminant est le Grand Wintersberg qui atteint 581 mètres d'altitude près de Niederbronn-les-Bains.
Bien que souvent considérées comme la partie septentrionale du massif vosgien, les Vosges du Nord sont en fait le prolongement méridional de la Forêt palatine – Pfälzerwald – qui s'étend en Allemagne et avec laquelle elles forment la réserve de biosphère transfrontalière des Vosges du Nord-Pfälzerwald.

## Géographie

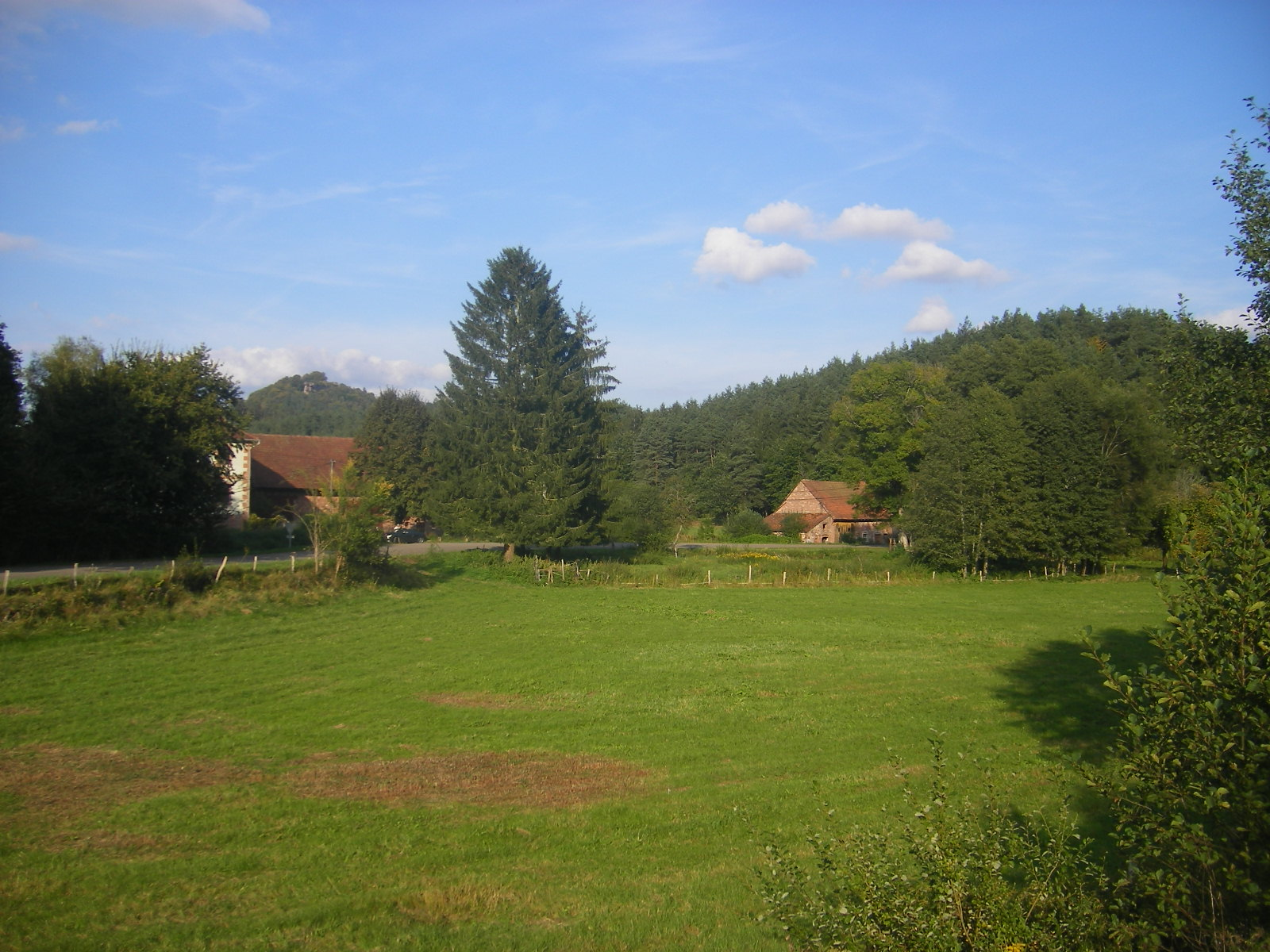
Paysage à Lieschbach dans le pays de Bitche

### Situation
Le massif des Vosges du Nord qui correspond à la partie française de la Vasgovie recouvre l'extrême Nord-Est de la Moselle (l'Est du Pays de Bitche) et le Nord-Ouest du Bas-Rhin (notamment l'Est de l'Alsace bossue). Il est considéré comme la partie la plus nordique des Vosges et se situe au nord du col de Saverne qui le sépare des Vosges centrales. Au nord, il est naturellement prolongé au-delà de la frontière allemande par le massif du Pfälzerwald. Il est bordé à l'ouest par le Plateau lorrain et à l'est par les régions naturelles alsaciennes de l'Outre-Forêt et du pays de Hanau.
Le massif des Vosges du Nord est desservi par les lignes ferroviaires Strasbourg - Sarreguemines, Haguenau - Sarreguemines, Strasbourg - Wissembourg et Strasbourg - Paris-Est.

### Principaux sommets

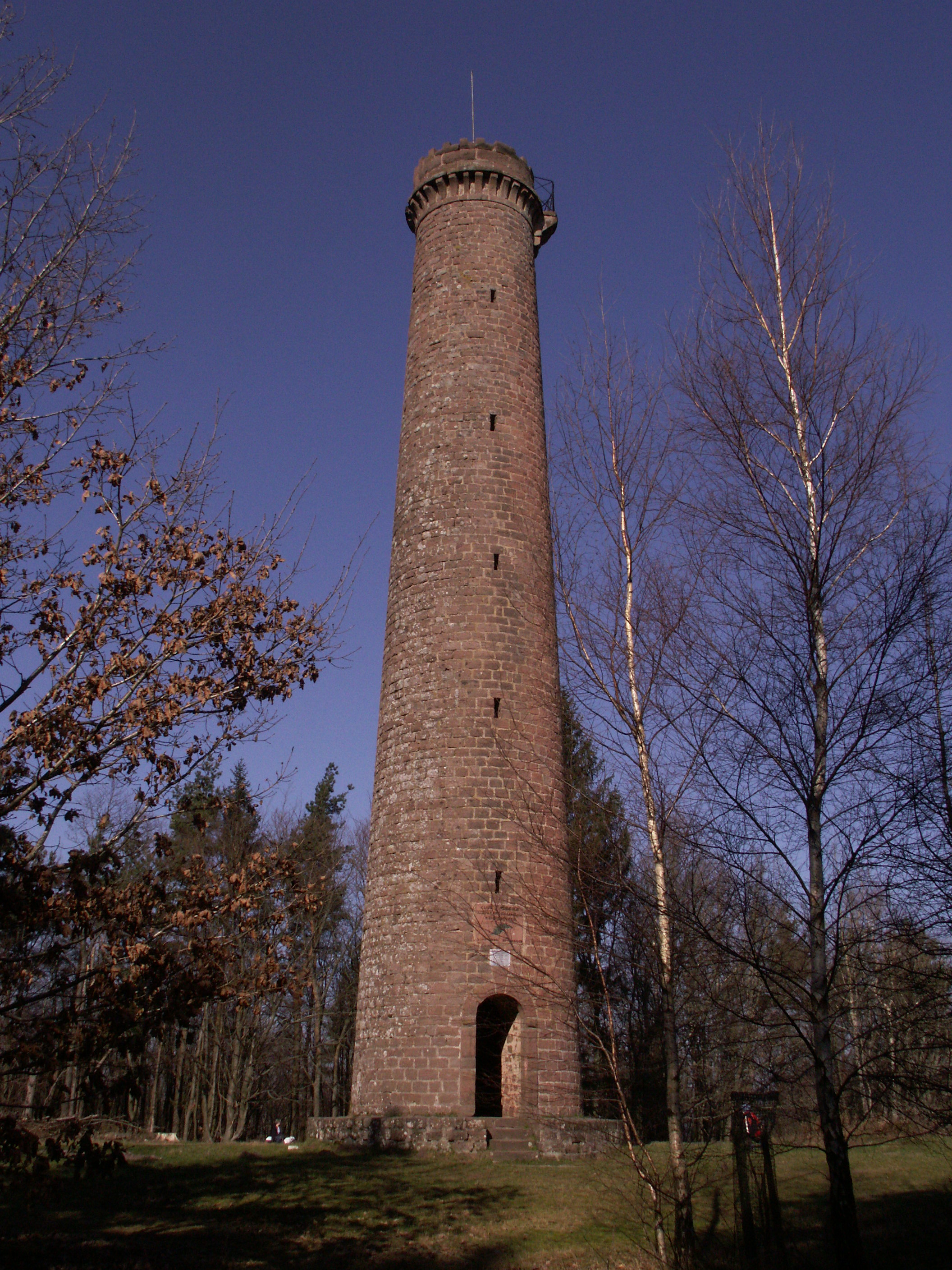
La tour du Grand Wintersberg.

- 581 m : Grand Wintersberg (Bas-Rhin)
- 569 m : Petit Wintersberg (Bas-Rhin)
- 554 m : Garnfirst (Bas-Rhin)
- 551 m : Schlossberg (Bas-Rhin)
- 547 m : Mohnenberg (Bas-Rhin)
- 529 m : Brissetisch Kopf (Bas-Rhin)
- 526 m : Luchenkopf (Bas-Rhin)
- 526 m : Wasenkoepfel (Bas-Rhin)
- 521 m : Duerrenberg (Bas-Rhin)
- 515 m : Mittelkopf (Bas-Rhin)
- 515 m : Steinkopf (Bas-Rhin)
- 513 m : Maimont (Bas-Rhin)
- 512 m : Wasserstein (Bas-Rhin)
- 493 m : Immenkopf (Bas-Rhin)
- 481 m : Reisberg (Bas-Rhin)
- 479 m : Arnsberg (Moselle)

### Principaux cols routiers

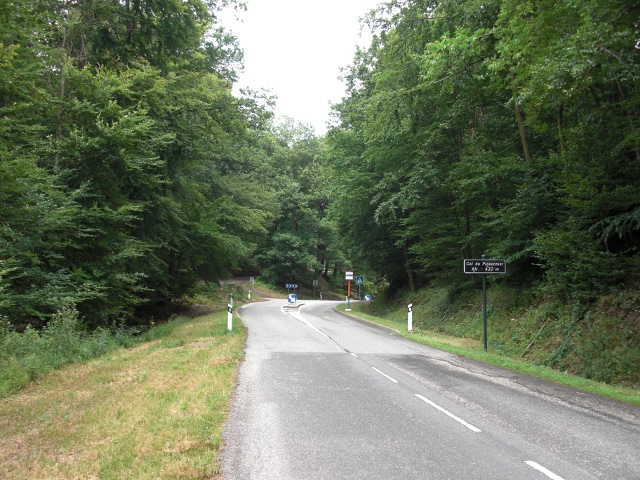
Vue du col du Pigeonnier.

- 513 m : col de la Liese (Bas-Rhin)
- 502 m : col du Riesthal (Bas-Rhin)
- 481 m : col de l'Ungerthal (Bas-Rhin)
- 432 m : col du Pigeonnier (Bas-Rhin)
- 410 m : col de Saverne (Bas-Rhin)

### Principales villes
Les villes de Bitche et de La Petite-Pierre se situent au cœur du massif, tandis que Wissembourg, Niederbronn-les-Bains, Ingwiller et Saverne se situent au pied des montagnes à l'est, et que Rohrbach-lès-Bitche, Diemeringen et Phalsbourg se trouvent sur le Plateau lorrain à proximité des Vosges du Nord à l'ouest.
Au total, 111 communes se situent sur cette zone, regroupant 90 000 habitants[réf. nécessaire].

### Géologie

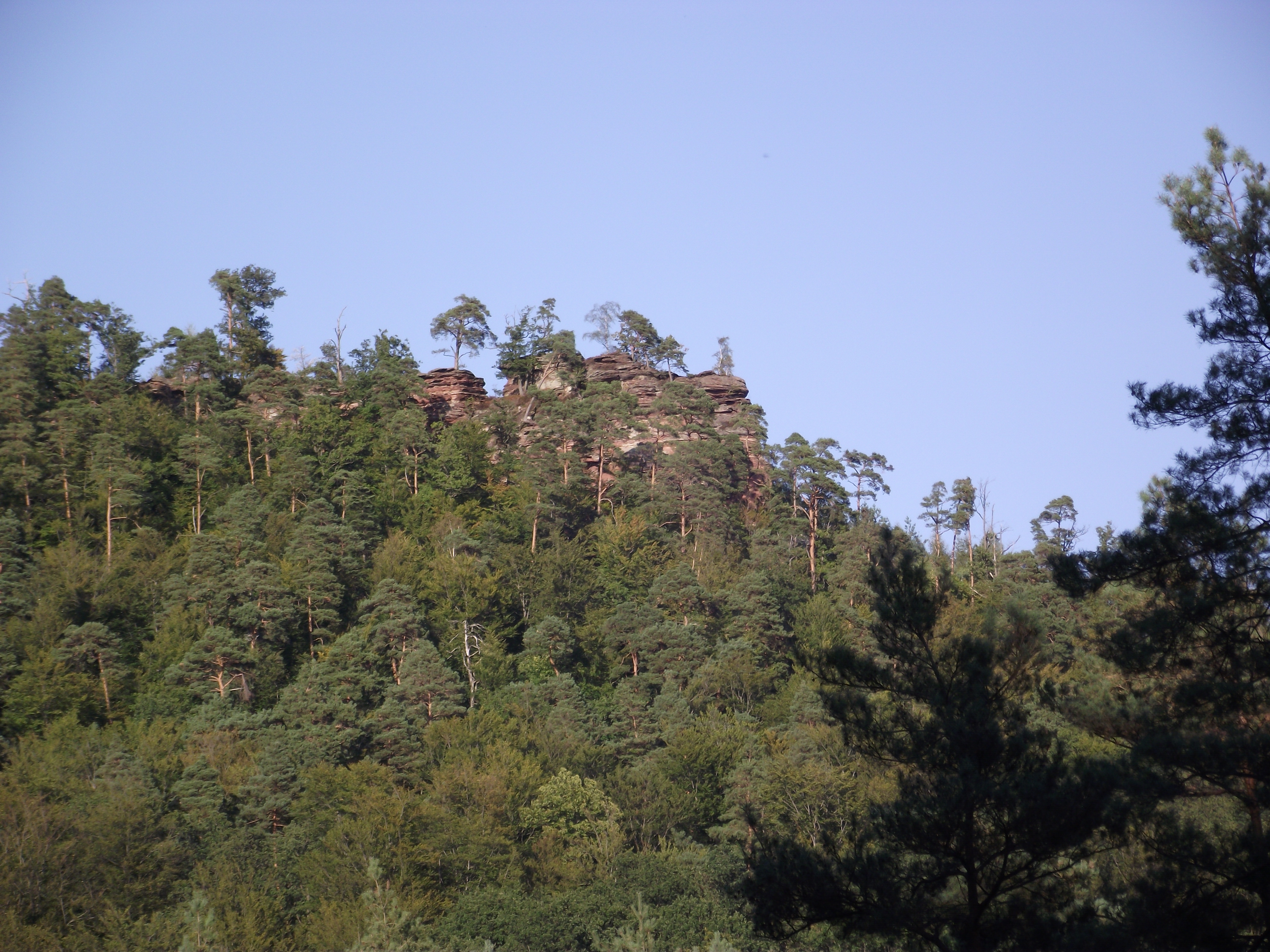
Rochers de Krappenfels non loin du château de Fleckenstein

Le massif des Vosges du Nord est constitué d'un monoclinal incliné vers le nord-est et formé essentiellement de grès du Buntsandstein (grès bigarré datant de 245 à 230 millions d'années). Ce grès est visible sur les points hauts et prennent la forme de rochers ruiniformes et d'empilements (caractéristique mise à profit pour la construction de nombreux châteaux au Moyen Âge).
Le relief actuel résulte de l'orogénèse alpine qui a fait basculer le monoclinal et fracturé le grès, créant de nombreuses failles, ainsi que de l'action de l'érosion fluviale qui a entaillé ce bloc soulevé et a formé des vallées profondes. Cette dernière particularité est d'ailleurs un des traits principaux des Vosges du Nord. En effet, bien que les altitudes soient faibles, les pentes sont fortes et il n'est pas rare que les sommets dominent les vallées qui les entourent de plus de 300 mètres.

### Climat
Le climat y est de type semi-continental, avec des étés chauds et orageux et des hivers froids et rigoureux. La neige peut faire son apparition dès la fin octobre sur les sommets et tomber jusqu'à la mi-mai.
En été, le temps est généralement sec avec, comme précipitations majoritaires des orages, lesquels peuvent s'avérer parfois violents, car la zone se situe dans l'axe orageux français principal (sud-ouest / nord-est).
Sur l'ensemble de l'année, les précipitations sont généralement supérieures à la plaine d'Alsace.
Le vent est présent une bonne partie de l'année, mais les journées avec vents supérieurs à 100 km/h sont limités (en moyenne 7 par an).

## Parc naturel régional des Vosges du Nord

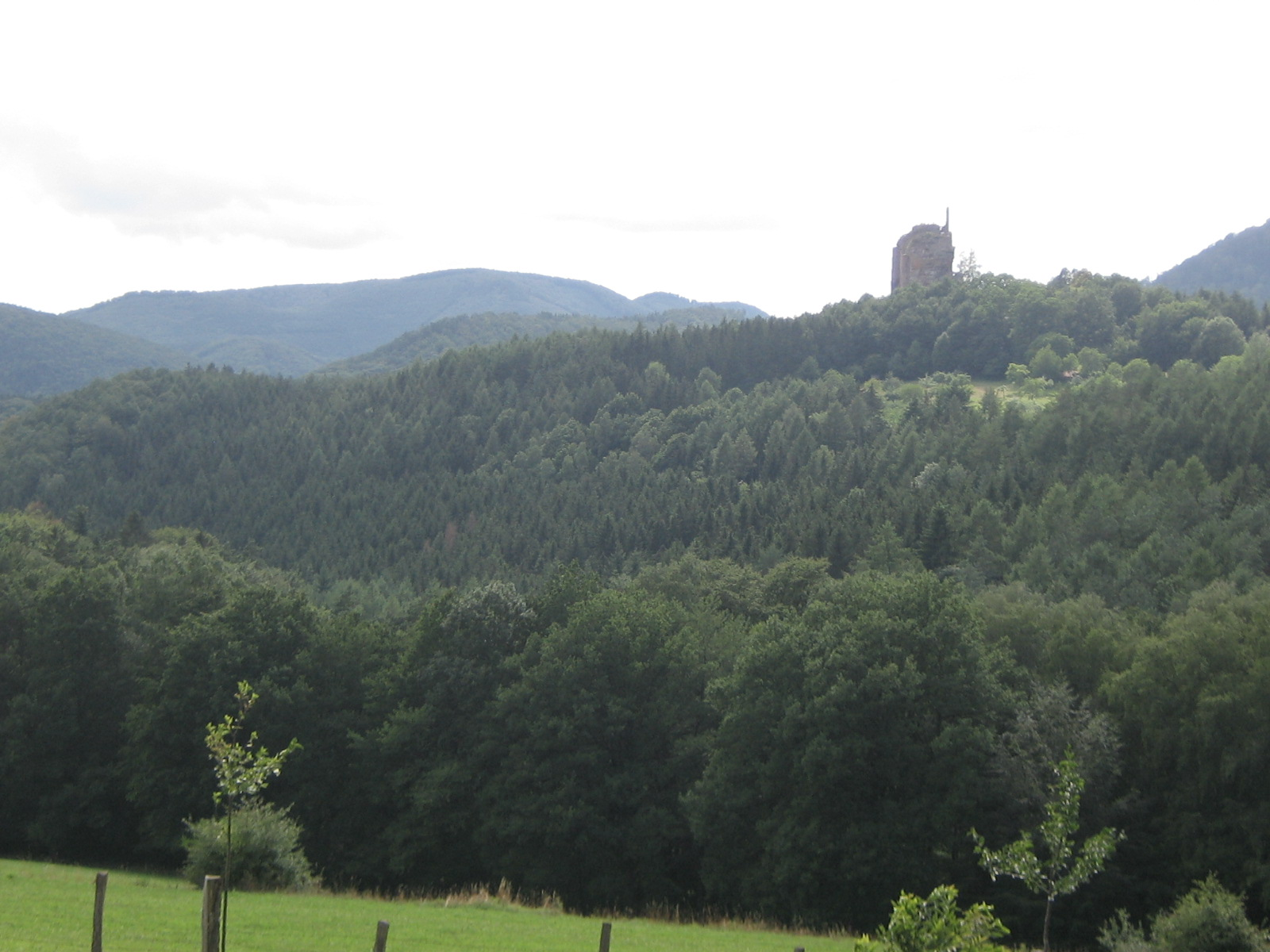
Paysage typique des Vosges du Nord : ruines du château de Fleckenstein et, à l'horizon, sommet du Mohnenberg (547 m).

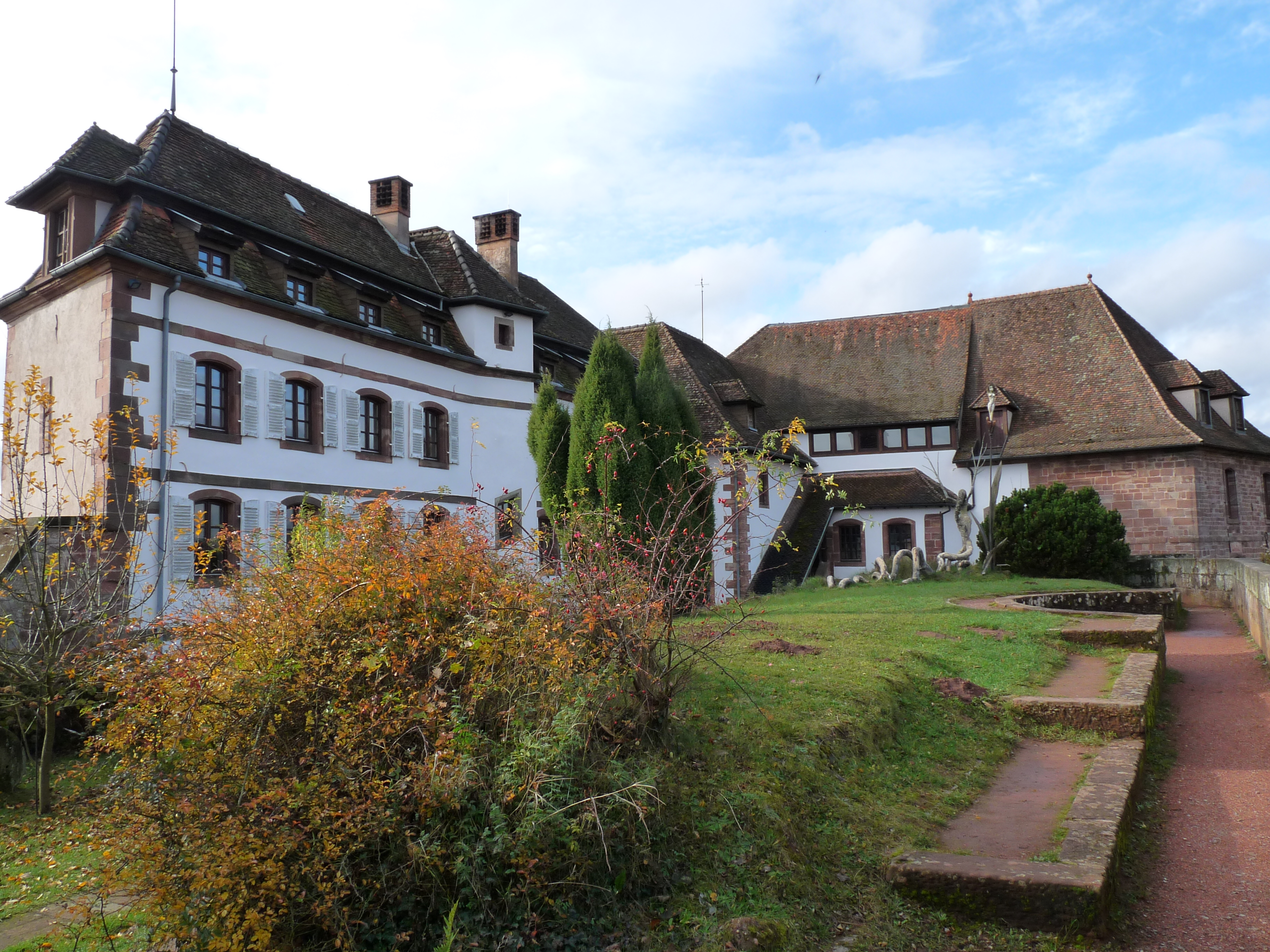
Le château de La Petite-Pierre abritant la maison du parc naturel régional des Vosges du Nord.

Le massif est protégé depuis 1975 par le parc naturel régional des Vosges du Nord. Ce parc est connexe d'un parc naturel allemand se situant dans le massif du Pfälzerwald : le Naturpark Pfälzerwald. Ces deux parcs forment ensemble la réserve de biosphère transfrontière des Vosges du Nord-Pfälzerwald.
Dans la partie lorraine du parc se trouve une zone classée réserve mondiale de la biosphère par l'UNESCO pour la richesse de son patrimoine naturel et les nombreuses actions de protection et d'éducation en faveur de l'environnement : la réserve naturelle nationale des rochers et tourbières du pays de Bitche.
Pour l'association Francis Hallé pour la forêt primaire, le parc naturel régional des Vosges du Nord constituerait le cadre idéal de recréation d'une forêt primaire, et pourrait revêtir un caractère transfrontalier,.